# Arno Holz
Arno Holz (Rastenburg, Prússia Oriental, 26 de abril de 1863 - Berlim, 24 de outubro de 1929) foi um poeta e dramaturgo moderno alemão vinculado ao Naturalismo  e ao Impressionismo, um dos inspiradores da poesia concreta das "Constelações" de Eugen Gomringer, já praticando uma livre interferência "no arranjo visual e sonoro da escrita" , bem como a criação de neologismos.